# Synema ornatum
Synema ornatum är en spindelart som först beskrevs av Tord Tamerlan Teodor Thorell 1875.  Synema ornatum ingår i släktet Synema och familjen krabbspindlar. Inga underarter finns listade i Catalogue of Life.